# Yassan
Yassan（やっさん、1977年 - ）は、日本の美術家である。

## 経歴
埼玉県出身。GPS絵画の先駆者。
東京藝術大学美術学部先端芸術表現科を卒業。在学中は川俣正に師事。
2008年に日本列島を縦断して描いた処女作”MARRY ME (7,163.67km)”が、2010年、ギネス世界記録に認定される。この作品が、ギネス世界記録に”最大のGPS絵画”カテゴリーとして初めて登録される。
2015年、世界一周し5大陸にわたって”PEACE on Earth (60,794.07km)”を描く。ギネス世界記録に認定されていないが、現存する最大の作品である。
2019年、Googleのドキュメンタリーシリーズ Google Stories.で紹介される。
2021年、GPS絵画のポータルサイト「GPSART.info」を開設。
2022年、書籍「地球に描こう！ GPSアート（技術評論社）」を出版。
2023年、ラグビーワールドカップ2023に出場する日本代表チームを応援するプロジェクト「ONE TEAM大作戦」を監修。

## 作品
- MARRY ME（Google Maps）　日本列島を縦断して描いた作品。
- #PEACEonEarth（Google Maps）　世界一周し、地球に描いた作品。
- 「無名の土地への入口」への道（Google Maps）　イギリスの彫刻家 Nigel Hall の作品「無名の土地への入口」へのオマージュ。
- 初音ミク（Google Maps）　関東平野全体に、徒歩で初音ミクを描いた。
- チーバくん（Google Maps）　千葉県を一周し、等身大のチーバくんを描いた。
- GPS絵画のコースプラン　日本国内最多のGPS絵画コースプラン。
- GPSART.info　GPSアートのコースをまとめたポータルサイト